# Відкритий чемпіонат Франції з тенісу 1975
Відкритий чемпіонат Франції з тенісу 1975  — тенісний турнір, що проходив на відкритих ґрунтових кортах Стад-Ролан-Гаррос у Парижі з 2 червня по 15 червня 1975 року. Це був 79 Відкритий чемпіонат Франції та другий турнір Великого шолома в календарному році. 

## Огляд подій та досянень
Як у чоловіків, так і в жінок, минулорічні чемпіони відстояли свої титули, причому для Борга це був другий мейджор, а для Еверт третій.

## Результати фінальних матчів

### Дорослі
| Одиночний розряд. Чоловіки Докладніше |                             |                    |
| Бйорн Борг                            | Гільєрмо Вілас              | 6–2, 6–3, 6–4      |
|                                       |                             |                    |
| Одиночний розряд. Жінки Докладніше    |                             |                    |
| Кріс Еверт                            | Мартіна Навратілова         | 2–6, 6–2, 6–1      |
|                                       |                             |                    |
| Парний розряд. Чоловіки Докладніше    |                             |                    |
| Браян Готтфрід Рауль Рамірес          | Джон Александер Філ Дент    | 6–2, 2–6, 6–2, 6–4 |
|                                       |                             |                    |
| Парний розряд. Жінки Докладніше       |                             |                    |
| Кріс Еверт Мартіна Навратілова        | Джулі Ентоні Ольга Морозова | 6–3, 6–2           |
|                                       |                             |                    |
| Мікст Докладніше                      |                             |                    |
| Фйорелла Бонічеллі Томас Кох          | Пем Тігарден Хайме Фійоль   | 6–4, 7–6           |
|                                       |                             |                    |